# Moschea di Yeni Valide
La moschea di Yeni Valide è una moschea imperiale ottomana situata a Istanbul, in Turchia.